# Axel Persson
Axel Wilhelm Emanuel Persson (Eskilstuna, 23 januari 1888 – Västerhaninge, 2 september 1955) was een Zweeds wielrenner.
Persson won tijdens de Olympische Zomerspelen 1912 in eigen land de gouden medaille in de wegwedstrijd voor ploegen, individueel eindigde hij als negende.
Acht jaar later tijdens de volgende Olympische Spelen won Persson de zilveren medaille in de landenwedstrijd en eindigde hij als twaalfde.
1912: Friborg, Malm, Persson, Lönn ·
1920: Souchard, Canteloube, Detreille, Gobillot ·
1924: Blanchonnet, Hamel, Wambst ·
1928: Hansen, Nielsen, Jørgensen ·
1932: Pavesi, Segato, Olmo ·
1936: Charpentier, Lapébie, Dorgebray ·
1948: Wouters, De Lathouwer, Van Roosbroeck ·
1952: Noyelle, Grondelaers, Victor ·
1956: Geyre, Moucheraud, Vermeulin